# Vivien Labarile
Vivien Labarile (* 1998 Niedergesteln) je švýcarská horolezkyně a reprezentantka v ledolezení, vítězka světového poháru, mistryně Evropy a juniorská mistryně světa v ledolezení na rychlost.

## Výkony a ocenění
- 2017: juniorská mistryně světa
- 2018: juniorská mistryně světa
- 2022: finalistka mistrovství světa
- 2023: vítězka celkového hodnocení světového poháru a mistryně Evropy

### Závodní výsledky
| Mistrovství světa v ledolezení | Mistrovství světa v ledolezení |
| Rok                            | 2022                           |
| ------------------------------ | ------------------------------ |
| Obtížnost                      | 4                              |
| Rychlost                       | 10                             |

| Světový pohár v ledolezení | Světový pohár v ledolezení | Světový pohár v ledolezení |
| Rok                        | 2020                       | 2023                       |
| -------------------------- | -------------------------- | -------------------------- |
| Obtížnost                  | 17                         | 6                          |
| jednotlivě* (0/0/0)        | -,10,21                    | 10,4,5                     |
|                            |                            |                            |
| Rychlost                   | 10                         | 1                          |
| jednotlivě* (1/0/1)        | -,6,9                      | 6,,                        |

* poznámka: napravo jsou poslední závody v roce
| Mistrovství Evropy v ledolezení | Mistrovství Evropy v ledolezení | Mistrovství Evropy v ledolezení | Mistrovství Evropy v ledolezení | Mistrovství Evropy v ledolezení |
| Rok                             | 2020                            | 2021                            | 2022                            | 2023                            |
| ------------------------------- | ------------------------------- | ------------------------------- | ------------------------------- | ------------------------------- |
| Obtížnost                       | 18                              | 8                               | —                               | 3                               |
| Rychlost                        | 9                               | 5                               | —                               | 1                               |

| Evropský pohár v ledolezení | Evropský pohár v ledolezení |
| Rok                         | 2018/2019                   |
| --------------------------- | --------------------------- |
| Obtížnost                   | 4                           |
| jednotlivě* (0/0/0)         | 7,2,-,8                     |

* poznámka: napravo jsou poslední závody v roce
| Mistrovství světa juniorů v ledolezení | Mistrovství světa juniorů v ledolezení | Mistrovství světa juniorů v ledolezení |
| Rok                                    | 2017 U22                               | 2018 U22                               |
| -------------------------------------- | -------------------------------------- | -------------------------------------- |
| Obtížnost                              | 2                                      | 2-3                                    |
| Rychlost                               | 1                                      | 1                                      |